# 파이프 (의회 구역)

파이프

파이프(영어: Fife, 스코틀랜드 게일어: Fìobha)는 스코틀랜드의 의회 구역으로 행정 중심지는 글렌로시스이며 면적은 1,325km2, 인구는 365,000명(2010년 기준), 인구 밀도는 276명/km2이다. 퍼스 킨로스, 클라크매넌셔와 접한다.

## 같이 보기
- 파이프 공작
- 파이프 백작 (스코틀랜드)